# Cathédrale Saint-Dié de Saint-Dié-des-Vosges
La cathédrale Saint-Dié de Saint-Dié-des-Vosges est une cathédrale catholique romaine située à Saint-Dié-des-Vosges, dans le département des Vosges. Elle forme avec l'église Notre-Dame de Galilée et le cloître qui les relie, un ensemble architectural remarquable, véritable groupe cathédral, riche d'apports successifs et de styles différents, mais unifié par une couleur caractéristique, celle du grès rose des Vosges.

## Historique
L’origine de l’église de Saint-Dié-des-Vosges remonte à saint Déodat (Dié ou Dieudonné), moine irlandais qui fonda au VIIe siècle la cité qui porte encore son nom. D'abord église abbatiale, elle devint, au cours du dixième siècle, la collégiale d’un chapitre de chanoines séculiers.

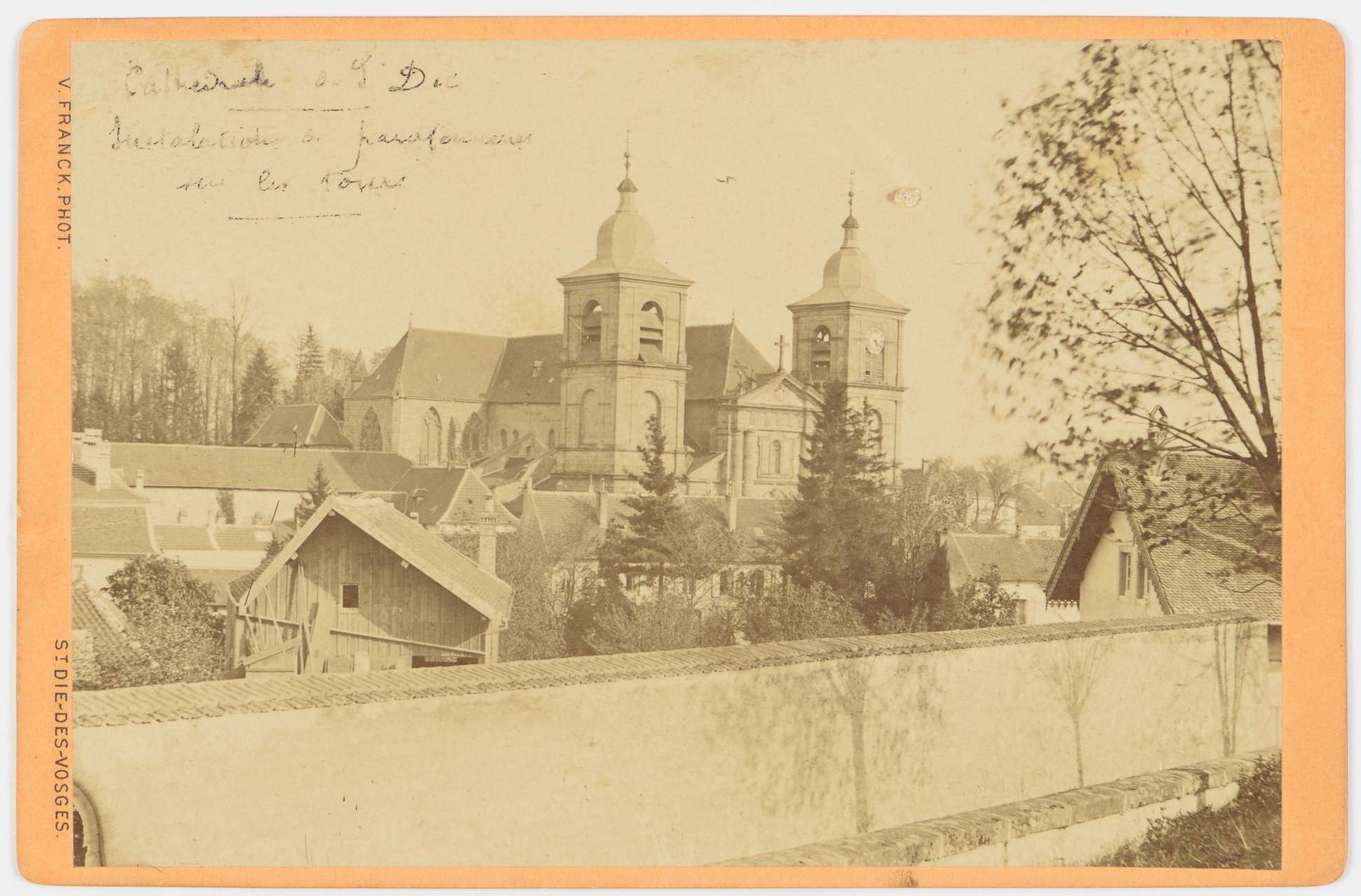
La cathédrale en 1889.

René II, duc de Lorraine (1473-1508), la considérait comme la quatrième « cathédrale » de son duché, après celles des Trois-Évêchés lorrains, Metz, Toul et Verdun.
En 1777, l'église fut élevée au rang de cathédrale lorsque le pape Pie VI octroya la bulle d'érection de l'évêché de Saint-Dié.
Elle fait l'objet d'une protection au titre des monuments historiques depuis son classement par l'arrêté du 12 juillet 1886.
Déjà plusieurs fois incendiée au cours de son histoire, elle fut dynamitée par les Allemands (malgré les engagements contraires initialement pris par ceux-ci) en 1944 et perdit l’ensemble de sa voûte. Reconstruite à l’identique, elle reçut un nouveau mobilier et fut à nouveau consacrée en 1974 (28-29 septembre). Au milieu des années 1980, des vitraux modernes non-figuratifs furent réalisés sur les dessins d’artistes contemporains réputés.

### Le tilleul, arbre remarquable
Un tilleul situé sur la place Georges-Trémouille, proche de la cathédrale, qui daterait du XIVe siècle, a obtenu le label arbre remarquable en 2017. Il a été célébré par nombre d'écrivains, Henry de Montherlant, mais aussi quelques enfants du pays tels Henri Thomas ou encore Fernand Baldensperger qui exprimait sa nostalgie en 1947 : « Le tilleul que nous admirions en revenant de l'excursion, en même temps que son analogue, l'orme du plateau de Saint-Roch, m'a laissé un souvenir plus confiant que les cryptomères du Pacifique ».

## Architecture

### Nef et bas-côtés

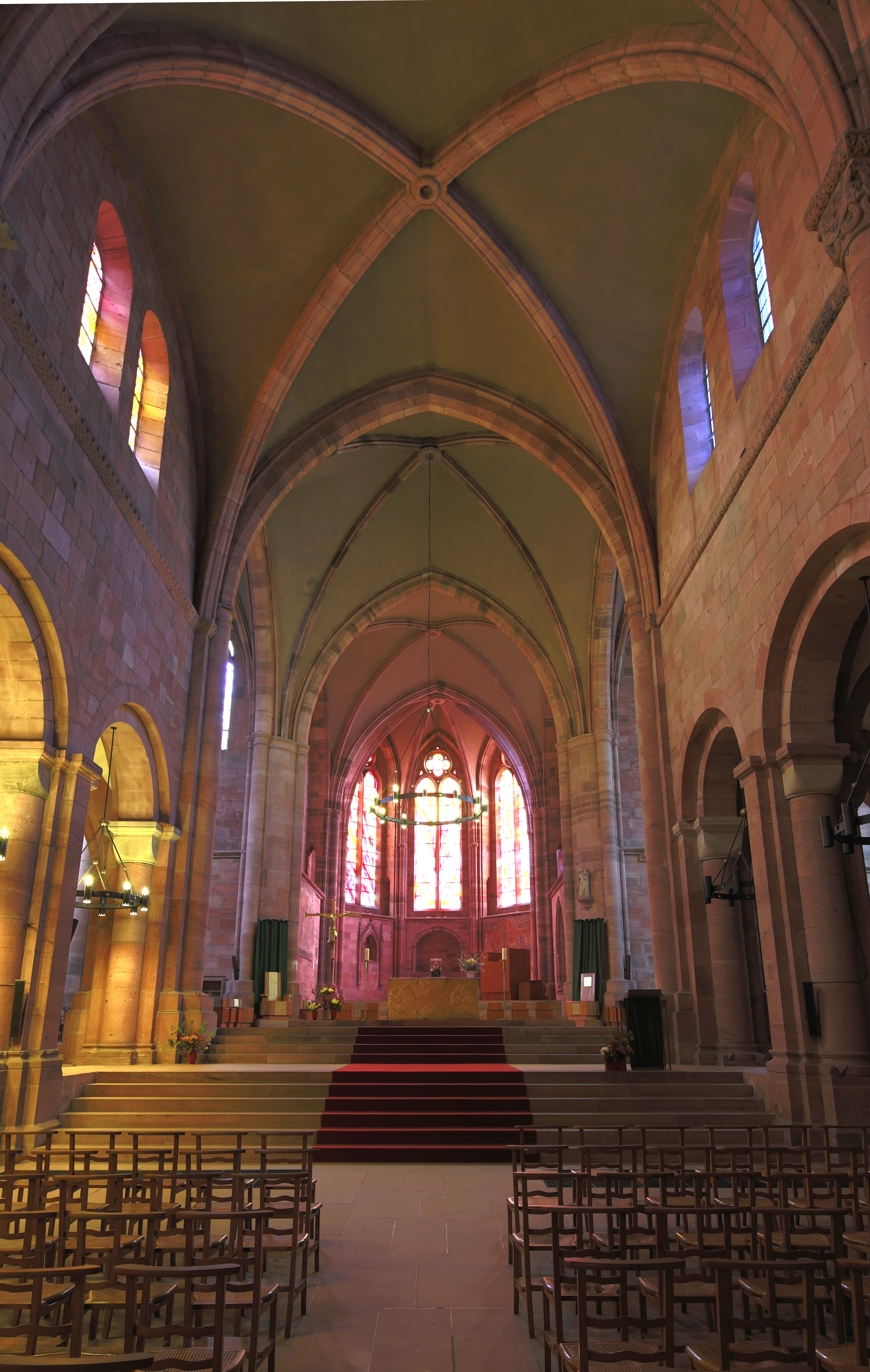
La nef et le chœur.

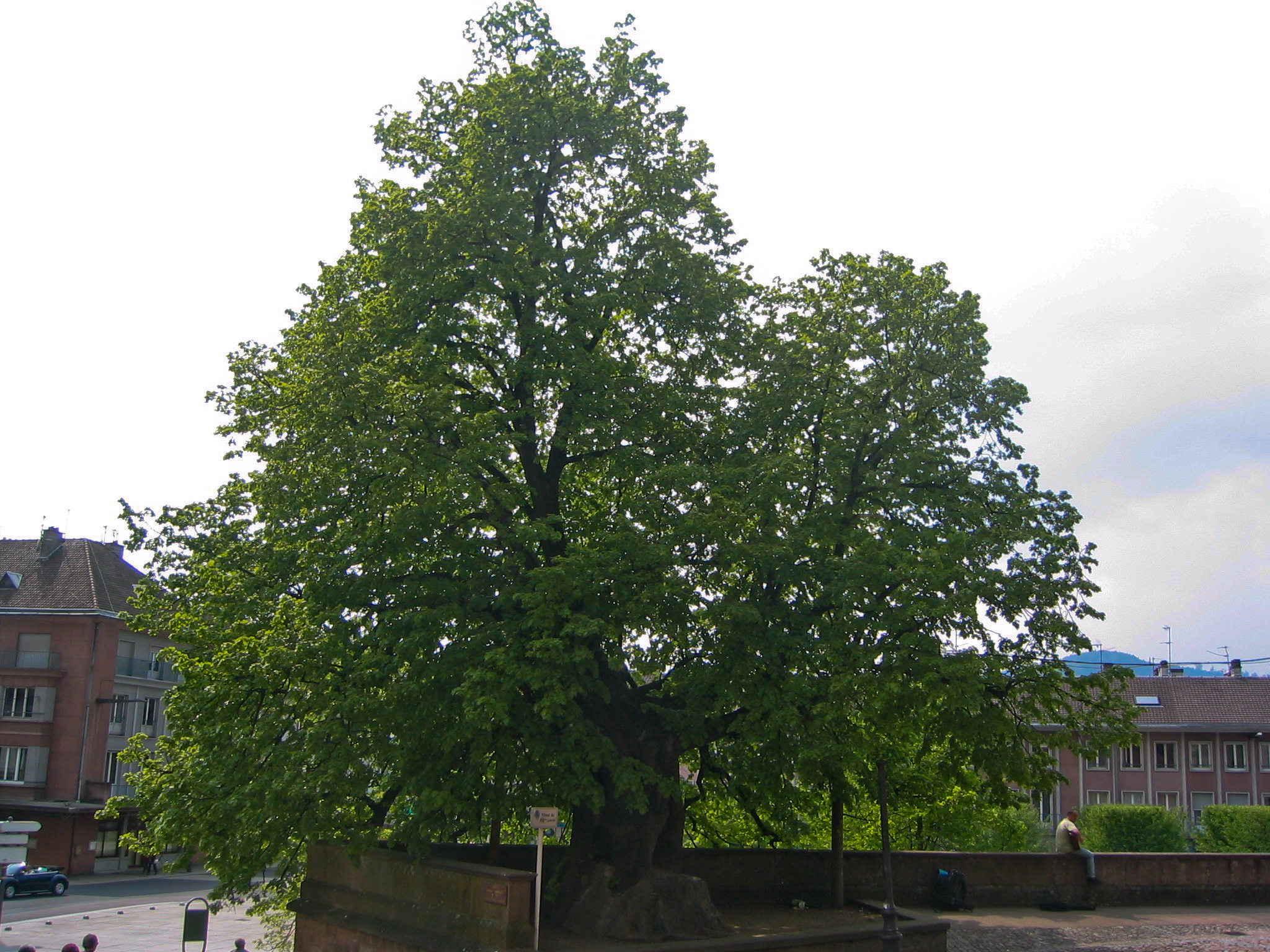
Un tilleul plusieurs fois centenaire.

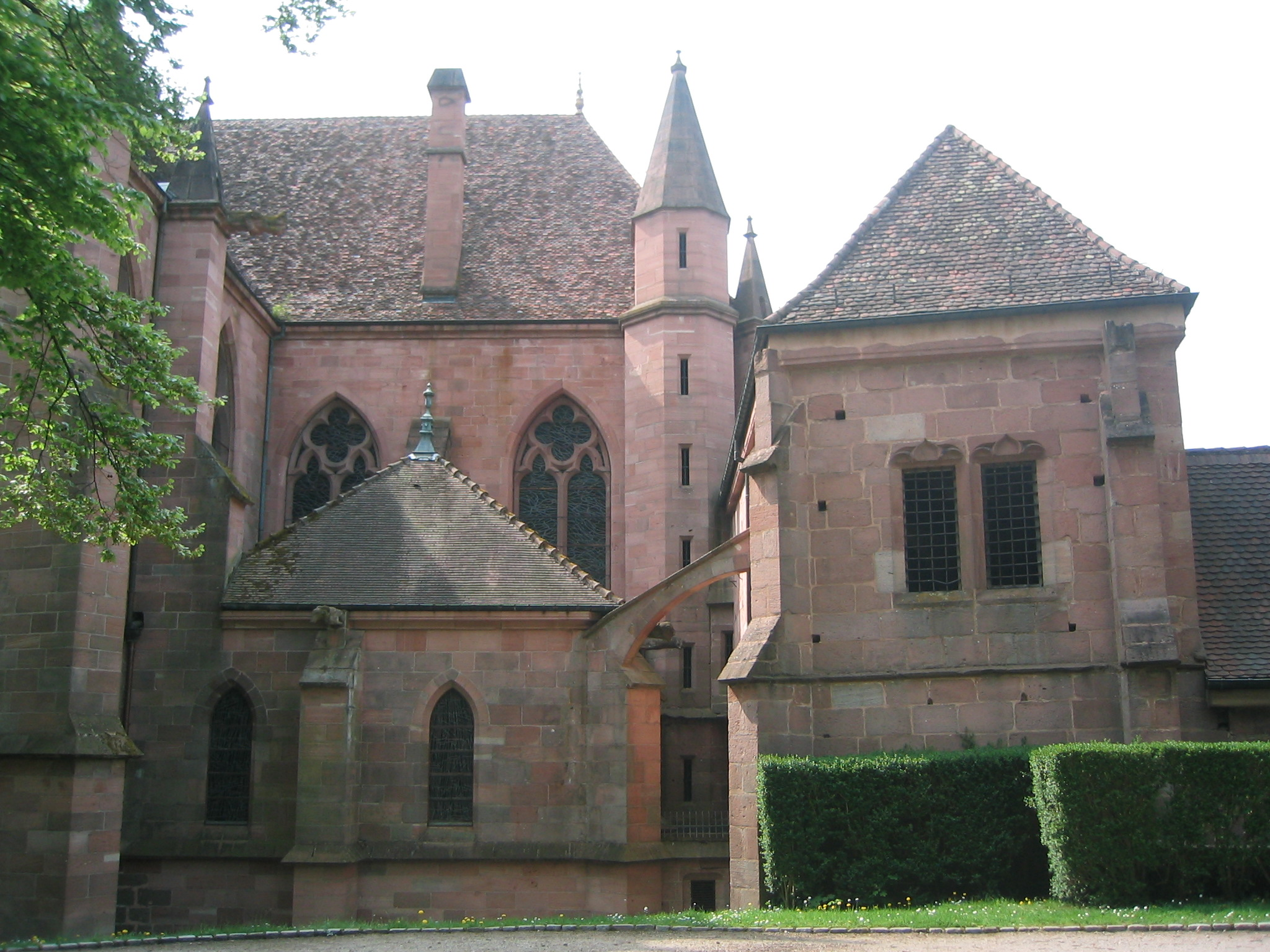
Le chevet.

La nef romane, élevée après le second des trois incendies qui ravagèrent l'édifice (1065, 1155 et 1554), possède un style caractéristique de la Lorraine du Sud.
Elle est animée, côté nord, d’une frise de trois cordons entrelacés et côté sud, d'une frise à motifs cordiformes fleurdelisés tête-bêche.
Les chapiteaux romans de la deuxième moitié du XIIe siècle ont été prodigieusement épargnés après le dynamitage criminel par les nazis fin novembre 1944. Ces chapiteaux ont une symbolique remarquable, non encore publiée. Nef nord : un jeu de couronnes semble évoquer la vie éternelle.
Nef sud : sur le pilier 1, des griffons ibis-autruches tiennent dans leurs griffes deux masques évoquant la mort ; sur les piliers 3, 4 et 5, les chapiteaux évoquent des végétaux en croissance; sur le pilier 6, une évocation paradisiaque (Ap 22), et sur le pilier 7, la naissance est notamment évoquée par l'image de la sirène donnant la vie ; le thème central de l'ouest vers l'est serait le passage victorieux de la mort vers la seconde vie, la vie éternelle.
Parmi les 52 chapiteaux de la nef, disposés sur 7 rangées de piliers, douze quasi identiques sont jalonnés d'un mince croissant de lune. Les quarante autres chapiteaux soigneusement sculptés figurent d'étranges créatures : griffons adossés et affrontés à bec d'ibis dont les queues se rejoignent pour former un cœur fleurdelisé évoquant la tête d'une autruche, ânes monstrueux à bec de canard, végétaux en relief, dont des tiges de papyrus, sans oublier, sur le pilier le plus massif de la nef (pilier 7, nef sud), au niveau de l'ancien jubé, l'image de la sirène bifidée aux six poissons, munis de quarante nageoires (sirène y comprise). D'où le couple des nombres 7 et 40, évoquant les quarante semaines de la gestation, ou l'allaitement intra-utérin, évoquant, notamment dans l'Égypte ancienne, le cheminement de l'âme du défunt, de son corps vers l'au-delà éternel.
Cette sirène est ainsi liée avec la sirène allaitante de Strasbourg (transept nord, frise nord d'un ancien portail roman coiffé d'un ciborium - aujourd'hui au-dessus des fonts baptismaux - et liée avec trois autres sirènes allaitantes : celle d'un chapiteau du chœur de la cathédrale de Bâle en Suisse, au-dessus de l'entrée de la crypte, celle sur le portail du déambulatoire du chœur dans le transept sud de la cathédrale de Fribourg-en-Brisgau dans la Forêt-Noire, et celle sur le portail roman de la collégiale de Saint-Ursanne dans le Jura suisse). Sculptées après la deuxième croisade, ces cinq sirènes, chacune située à un endroit de passage, se complétant notamment dans leur typologie, jalonnent un paysage insigne : la plaine rhénane de Bâle à Strasbourg, flanquée à l'est et à l'ouest de deux massifs jumeaux à ligne de crête quasi rectiligne (Forêt-Noire et Vosges), en grès et en granite. Ce paysage aurait alors fait allusion à la plaine du Nil bordée en crête rectiligne entre Assouan et Louxor, fleuve s'écoulant aussi du sud vers le nord, comme le Rhin, et se terminant en delta...
Une "messe romane" orne le pilier 2, nef sud. Elle évoque les offrandes du pain que tient un homme à genoux et du vin, avec le calice sur l'aube du prêtre célébrant debout et levant les bras en orant. Le sous-diacre porte l'encensoir. Le prêtre semble prier pour les âmes des défunts, évoquées par les étoiles, gravées sur le pilier 3, au-dessous d'un chapiteau aux papyrus, pouvant évoquer le Nil papyrifère, et notamment un passage des Métamorphoses d'Ovide illustrant l'apothéose de Jules César (Livre 15, vers 745-754).
Sur le pilier 6, nef sud, se trouve un palmier flanqué de deux palmes, au milieu d'une forme ondoyante ponctuée de 12 brillants (cabochons en pierre) taillés comme des bourgeons. Cette image illustre un extrait du chapitre 22 de l'Apocalypse : Au milieu de deux flots ondoyants, brillants comme du cristal, se dresse un arbre de vie dont les feuilles guériront les nations et qui produira une récolte par mois (Le séjour des bienheureux, véritable image paradisiaque)
Dans la nef, les puissantes voûtes à croisées d'ogives sont éclairées par de toutes petites baies en plein-cintre. Les bas-côtés sont voûtés d'arêtes.

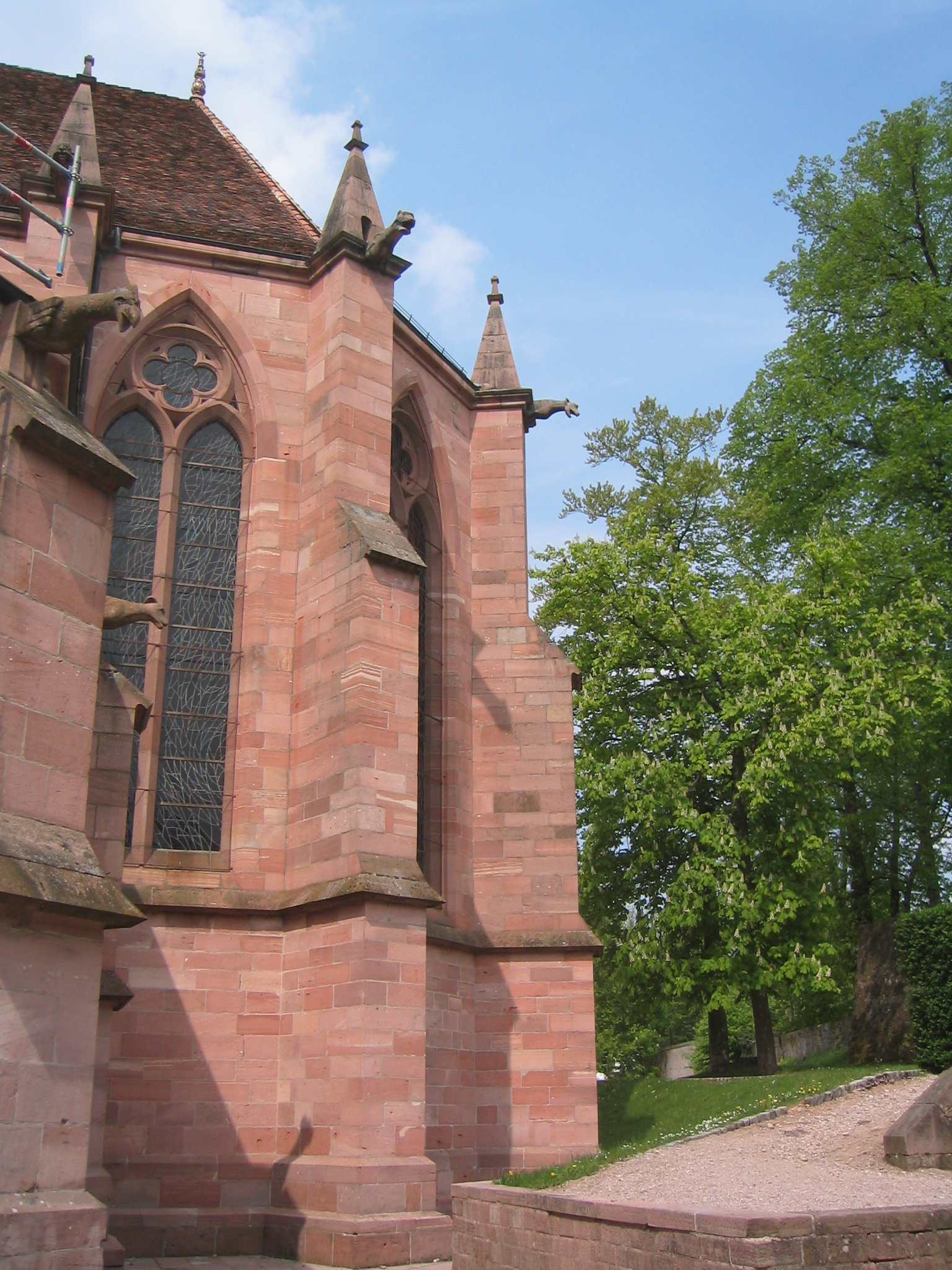
Le chevet.

Cette partie de la cathédrale est l'une des rares à avoir surmonté le traumatisme de la guerre : Si les voûtes se sont effondrées, seul un chapiteau sculpté a été restitué, d'après l'original qui se trouve actuellement dans une aile du cloître.

### Chœur, abside et transept
Construits en harmonie avec la partie romane, ces éléments sont d'un gothique plus tardif (fin XIIIe siècle), inspirés de la technique du gothique champenois.
Le chœur est à une seule travée, mais il est largement ouvert sur la lumière par une abside à cinq pans de la même époque ; le transept à cinq travées a été élevé un peu plus tard.
D'une grande sobriété, les chapiteaux sont à corbeille nue.

### Façade

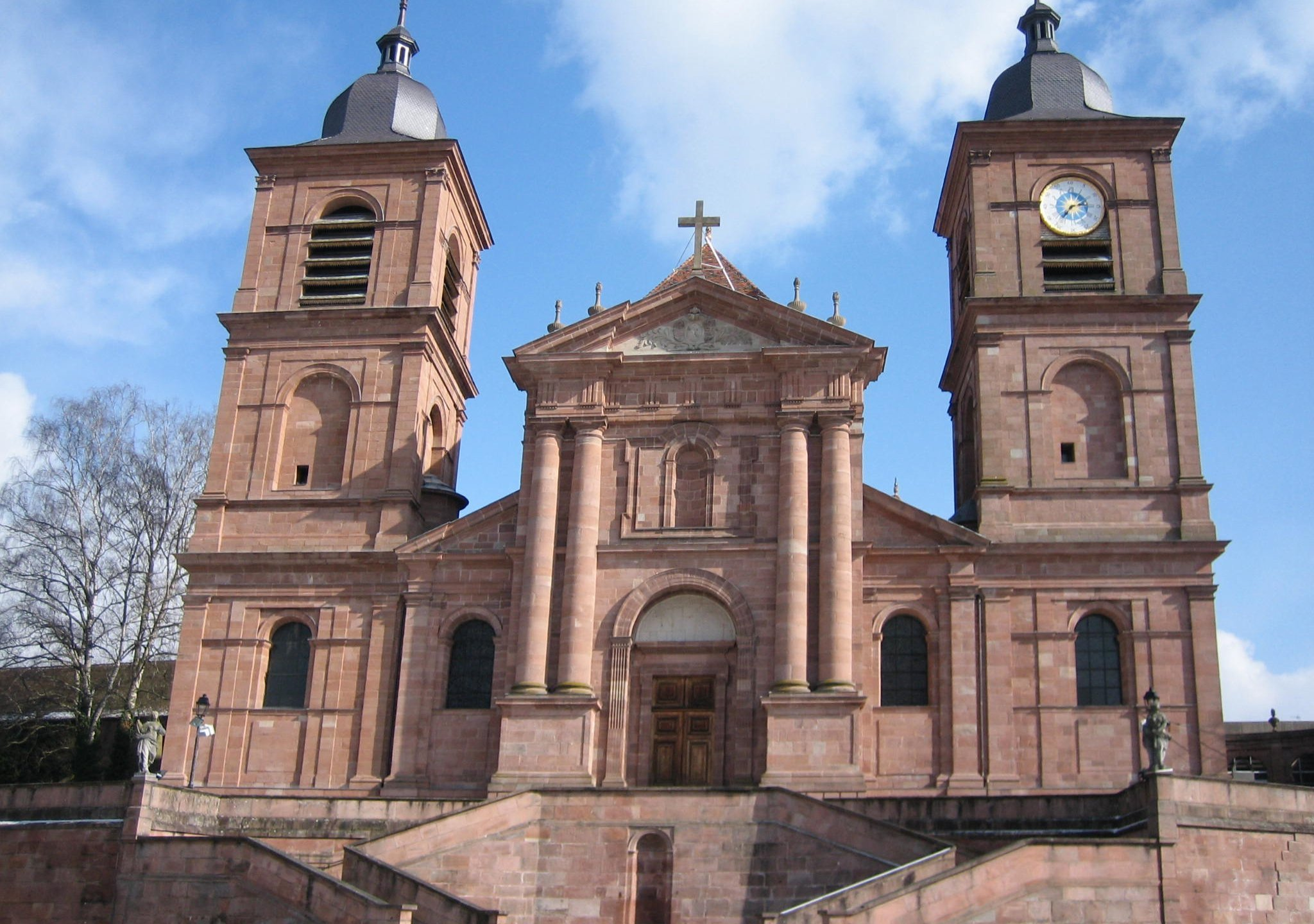
La façade.

La façade  fut élevée de 1711 à 1714 par l'Italien Giovan Betto, qui participa par ailleurs à la construction de plusieurs églises lorraines.
La façade, sans les tours, possède des proportions palladiennes; son modèle le plus rapprochant est la basilique palladienne San Giorgio Maggiore à Venise, rappelant sans doute les liens de cette cité avec le duc de Lorraine René II, titré patricien de Venise le 16 avril 1480, admis au Grand Conseil; le lendemain 17 avril, René II scellait un traité avec le doge Jean Mocenigo et était nommé Lieutenant Général de la Seigneurie. Trois ans plus tard, le 13 avril, accompagné d'une troupe armée, René Il était reçu en grande pompe à Venise, et le 26 avril, il remportait une brillante victoire sur les troupes d'Ercole d'Este, duc de Ferrare, alors en guerre avec Venise. Il fut alors nommé Capitaine Général des troupes vénitiennes, le 16 mai 1483.
Sobre et massive, de style classique, elle est rythmée par un avant-corps encadré de quatre colonnes doubles supportant un fronton triangulaire. Deux tours surmontées de bulbes complètent l’ensemble.
Au-dessus du portail une inscription en latin invite à la confiance en Dieu : « IACTA COGITATUM TUUM (IN DOMINUM) ET IPSE TE ENUTRIET (Jette tes pensées en Dieu, et lui-même te nourrira) ». Plus prosaïque, un disque de fonte placé entre les deux escaliers d'accès indique l'altitude : 339,6 m.

### Mobilier
Quelques objets mobiliers sont dignes d'intérêt, tels que cet enfeu de la fin du XIIIe siècle, une statue en calcaire de la Vierge à l'Enfant, dite Notre-Dame de Galilée, une des madones lorraines les plus célèbres (vers 1320), le tombeau gothique de Burnequin de Parroye (1369) ou encore des copies de peintures murales du XIVe siècle.
Dans l'enfeu du mur sud du chœur, se trouvait une peinture murale du début du XIVe siècle, mettant en scène le pape Léon IX remettant une charte aux quatre dignitaires du chapitre. Cette représentation iconographique avait son modèle d'une scène de la vie de saint François peinte par Giotto dans la nef de la basilique supérieure de Saint François à Assise. Elle n'a pas encore été restituée par les monuments historiques. Pourtant, dans une église, cette peinture murale de Léon IX est rarissime en Lorraine, en ce sens que sa fonction est surtout juridique, car elle aurait été réalisée à la suite d'un long litige (1319-1328) avec le chapitre cathédral de Toul, concernant l'affaire de la succession du grand prévôt Jean d'Arguel. Le chapitre de l’Église de Saint-Dié voulait ainsi montrer que les privilèges accordés par le pape Léon IX (1049-1054) étaient encore valables à l'époque du litige, et pour un bon nombre d'années à venir : à savoir, notamment, que les chanoines de Saint-Dié pouvaient eux-mêmes élire leur chef issu de leurs rangs et non pas de ceux du chapitre cathédral de Toul.
Plus tard, lui faisant face, sur le mur nord, une autre peinture murale a été réalisée, à la suite d'un compromis signé le quatorze août 1341, concluant l'affaire des sceaux (1340-1341). Il s'agissait pour le duc de Lorraine d'obtenir des droits de justice sur le tiers de la ville de Saint-Dié, qui lui était imparti en tant qu'avoué de cette ville. À l'issue des négociations, le chapitre conserve l'usage de son sceau personnel et le duc de Lorraine, Raoul, ayant eu gain de cause, accepte de verser aux chanoines une somme de 1 200 livres.
La peinture murale met en scène l'empereur Henri VI Hohenstaufen (1191-97) et les deux garants du Saint-Empire romain germanique à l'époque de l'exécution de la peinture, à savoir le roi de Bohême, Jean de Luxembourg (décédé à la bataille de Crécy en août 1346) et le duc de Bavière, Louis IV, empereur des Romains. Sa fonction est aussi essentiellement juridique, car elle veut montrer qu'en cas de litige entre le duc de Lorraine et le chapitre, l'arbitrage est entre les mains de l'empereur du Saint-Empire ou de sa juridiction. Sa lecture doit se faire de droite à gauche, en commençant par le personnage le plus ancien, saint Déodat (VIIe siècle), le fondateur spirituel de l’Église de Saint-Dié.
Saint Déodat reçoit un anneau de l'empereur Henri VI (1191-1197) qui se situe ainsi comme le successeur légitime du fondateur temporel, le roi d'Austrasie, Childéric II (VIIe siècle) qui avait donné des terres du fisc royal à Déodat, afin que ce dernier puisse fonder son monastère. Par conséquent, Henri VI peut alors investir, par le don du gant, le duc de Lorraine comme protecteur laïque (avoué) de l’Église de Saint-Dié. Cette scène de l'investiture est complétée par la scène de la prestation de serment du duc de Lorraine sur la Bible que lui tient le chef de l’Église de Saint-Dié, à savoir le grand prévôt. De telles scènes compartimentées en tableaux flanqués de fines colonnes se retrouvent notamment, au début du XIVe siècle dans des manuscrits juridiques bolonais, pour illustrer le début du Décret de Gratien.
S'y ajoutent les contributions contemporaines de la famille Kaeppelin, comme le mobilier liturgique du chœur, le maître-autel illustrant la vision d'Ezéchiel, l'autel et le tabernacle de la chapelle du Saint-Sacrement que Philippe Kaeppelin conçut en 1974, ou le gisant d'évêque réalisé par son fils Dominique en 1975.

### Les orgues

#### Le grand orgue
L'orgue qui équipait la cathédrale avant la Seconde guerre mondiale a été détruit en 1944 par les Allemands. La cathédrale resta sans instrument à sa mesure pendant plus de soixante ans, et en 2006, l'État (propriétaire de la cathédrale) a lancé la construction d'un nouvel orgue, après un appel d'offres, qui a été réalisé par le facteur Pascal Quoirin en 2008/2009.
Le buffet est d'esthétique résolument moderne ; il est posé sur une plate-forme fixée au mur de façade et portée sur les deux piliers de l’ancienne tribune. Il est doté d'un décor contemporain (œuvre de Mme B. Vauquois/ Quoirin) conçu pour s'harmoniser avec les vitraux, refaits récemment. Il possède 41 jeux sur trois claviers manuels et un pédalier. Les transmissions sont électromécaniques et l'instrument dispose d’un combinateur électronique.
| Composition | Composition                 | Composition                      | Composition       |
| I - Positif de dos (56 notes)                                                                                                 | II - Grand Orgue (56 notes) | III - Récit expressif (56 notes) | Pédale (32 notes) |
| --- | --------------------------- | -------------------------------- | ----------------- |
| Montre 8' | Montre 16'                  | Bourdon 8'                       | Flûte 16'         |
| Prestant 4' | Montre 8'                   | Flûte conique 4'                 | Bourdon 16'       |
| Doublette 2' | Prestant 4'                 | Flûte 2'                         | Principal 8'      |
| Plein-jeu IV | Quinte 2' 2/3               | Sesquialtera II rgs              | Octave 4'         |
| Bourdon 8' | Doublette 2'                | Flageolet 1'                     | Flûte 2'          |
| Flûte 4' | Grande fourniture II        | Gambe 8'                         | Bombarde 16'      |
| Nazard 2' 2/3 | Plein-jeu IV-VI             | Jeu céleste 8'                   | Trompette 8'      |
| Tierce 1' 3/5 | Flûte à cheminée 8'         | Basson-hautbois 8'               | Clairon 4'        |
| Larigot 1' 1/3 | Trompette 8'                | Voix humaine 8'                  | Cor anglais 2'    |
| Cromorne 8' | Clairon 4'                  | Trompette harmonique 8'          |                   |
| | Grand cornet V rgs          |                                  |                   |
| Accessoires : RE/GO ; POS/GO ; Tir. RE ; Tir. GO ; Tir. Pos ; combinateur électronique ; tremblant positif ; tremblant récit. |                             |                                  |                   |

### Vitraux
Les vitraux du XIIIe siècle

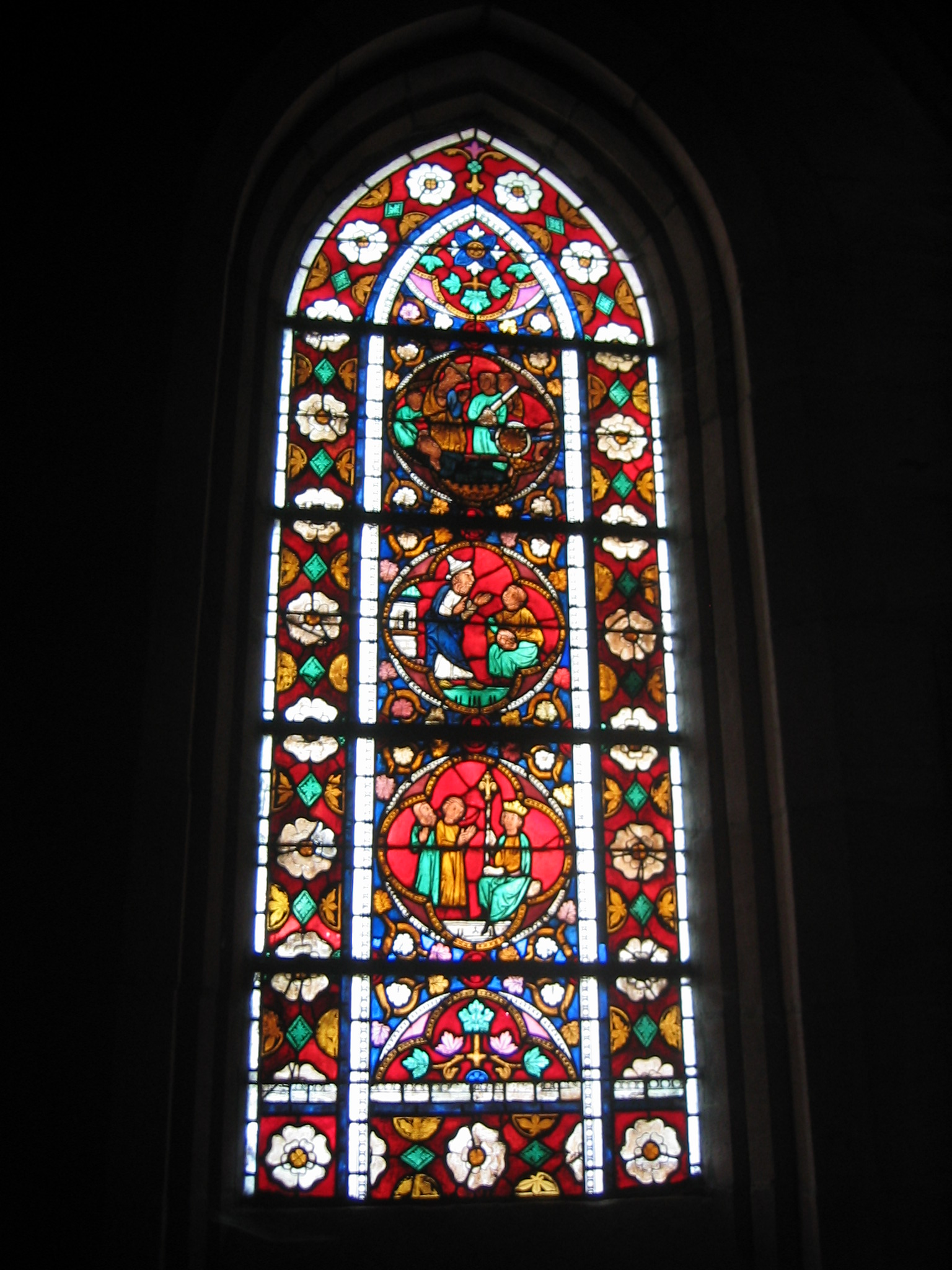
Vitrail du XIIIe siècle : baie de gauche.

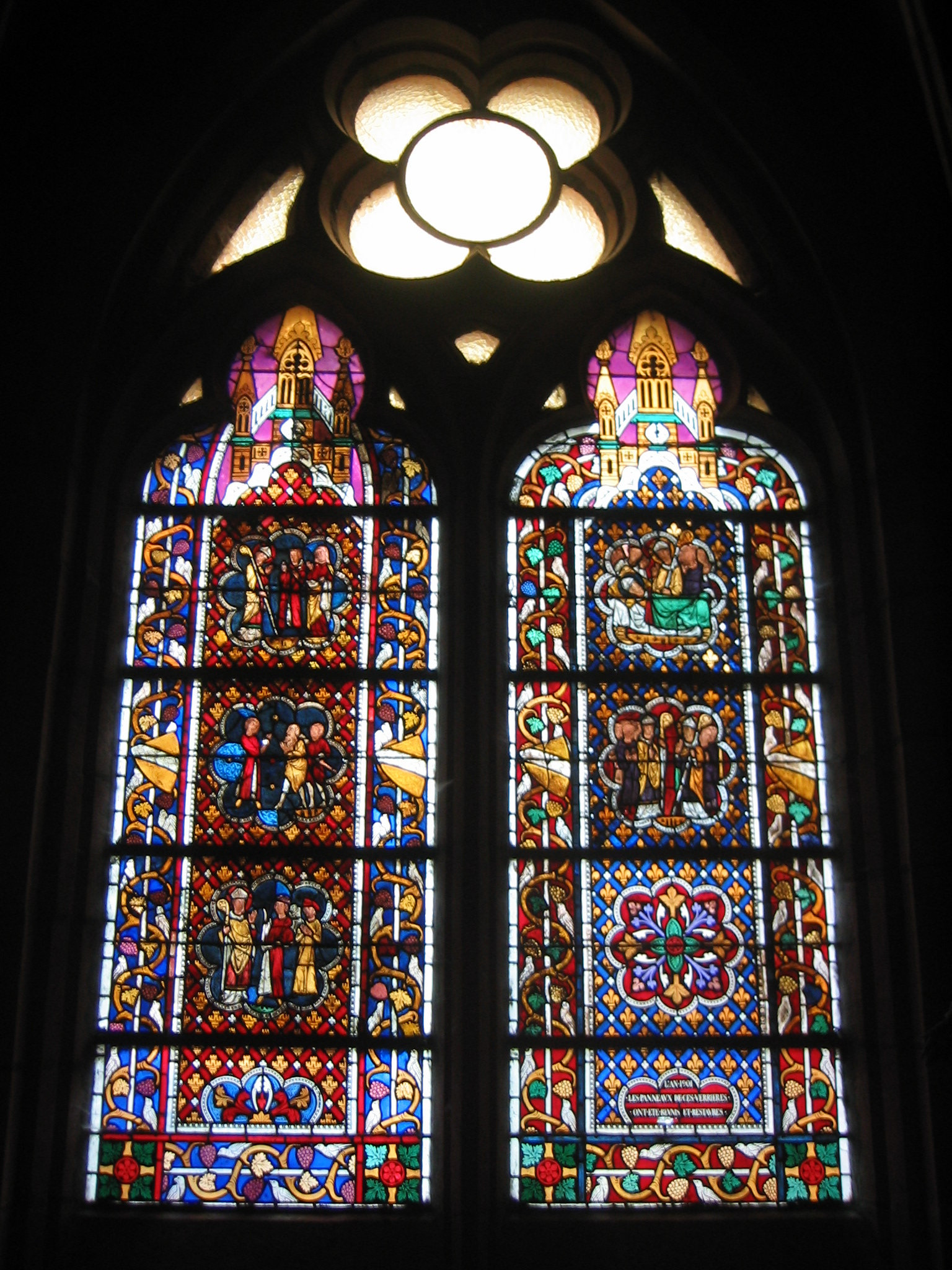
Vitrail du XIIIe siècle : baie de droite.

Outre le tilleul du parvis, quelques vitraux des années 1285-1290 ont bien résisté au temps, et en particulier à la destruction de 1944 : fort heureusement ils avaient été démontés auparavant.
En 1901, ces deux ensembles — réunissant au total huit médaillons — furent posés dans la deuxième chapelle latérale nord de la cathédrale.
Ces scènes ont été étudiées en détail par les spécialistes de l’histoire locale, mais également, en 1991, par Meredith Parsons Lillich, aujourd'hui professeur à l'université de Syracuse (État de New York). L'identification des trois médaillons de gauche semble soulever quelques questions. Pour sa part, la spécialiste américaine d'art médiéval, après divers rapprochements avec des textes de l'époque, pense y déceler quelques traces d'antisémitisme.
Ces scènes illustreraient en effet des querelles entre les chrétiens et la communauté juive que le duc de Lorraine avait installée à Saint-Dié. Sur celui du haut il pourrait s’agir de la mutilation d’une jeune fille (peut-être un avortement ?) pratiquée par un Juif de la ville. Le médaillon central ferait référence à la profanation d’une hostie, un sacrilège dénoncé par les habitants dans la scène du bas auprès du duc. La prudence est cependant de mise, car d’autres interprétations ont également été avancées : ce souverain serait Childéric II, roi d’Austrasie, octroyant à Déodat le val de Galilée (vallée de la Haute-Meurthe).
Les cinq médaillons de la baie de droite sont disposés sur un semis de fleurs de lys et de châteaux de Castille. Ils mettent en scène plusieurs épisodes de la vie légendaire de Déodat : le comte alsacien Hunon et sa femme Huna demandant à Déodat de rester avec eux à Hunawihr ; le miracle de la poutre à Romont ; Satan exhortant la population de Wilra (entre Ammerschwihr et Katzenthal) à le chasser de leurs terres ; une rencontre avec son ami Hydulphe, le fondateur de l’abbaye de Moyenmoutier ; enfin sa mort en 679, en présence de ce dernier.
Les verrières contemporaines
À l’exception de ces médaillons, tous les vitraux avaient été détruits. Au début des années 1980, le peintre Jean Bazaine fut chargé d’étudier un projet complet de vitraux contemporains d’une superficie d’environ 300 m². Tirant parti de la lumière naturelle, il proposa des tons plus chauds vers le nord et plus froids vers le sud et, après plusieurs ajustements, la réalisation des 53 baies fut répartie entre dix peintres aux sensibilités différentes, mais tenus par une composition d’ensemble sur le thème mort et résurrection. Les derniers vitraux furent posés fin 1987.
Sur la façade occidentale, deux vitraux de Lucien Lautrec suggèrent le chaos, l’agitation, la vanité du monde.
Dans la première chapelle latérale nord qui sert de baptistère, l’engagement du chrétien dans la communauté, tel un nouveau-né, transparaît ici dans les tons délicats (bleu ciel, blanc, rose) choisis par Claire de Rougemont pour évoquer l’eau du baptême.
Optant délibérément pour une certaine dramatisation, Jacques Bony s’est appuyé sur les contrastes, concevant les petites meurtrières romanes du côté sud comme autant d’élans depuis les ténèbres vers la lumière, vers Dieu.
Dans les fenêtres hautes de la nef côté nord, les neuf vitraux de Dominique Gutherz forment une aurore : la lumière s'y fait de plus en plus vive.
Côté sud, dans la nef, ce sont les spirales et les « prières bleues » de Geneviève Asse qui invitent le chrétien à l’élévation.
Exigeant, le périple se poursuit vers le transept, où ténèbres et lumières s’affrontent plus fermement : le vitrail haut en couleur de Gérald Collot contraste avec le gisant gris-noir en plomb de Dominique Kaeppelin (1975).
Au centre du transept, les vitraux de part et d’autre de l’autel de Philippe Kaeppelin (1974) sont ceux d’Elvire Jan. Avec le Pain et le Vin, c’est l’Eucharistie qui est suggérée.
Sur le thème de la Passion du Christ, les quatre verrières d’Alfred Manessier sont groupées dans le bras nord du transept. Sur la voie de l’acceptation, une grande tristesse en émane, à l’exception de petites touches de lumière au pied du mont des Oliviers.
Face à ce destin inexorable, le drame intérieur de la Mère se joue sur les vitraux de Jean Le Moal : compassion, mais aussi confiance.
À l’origine du projet, Jean Bazaine est lui-même l’auteur des sept baies du chœur et de l’abside. Selon l’artiste, il s’agissait ici de résumer le thème général du projet, mort et résurrection, mais également de renvoyer chacun à l’histoire récente de l’édifice : la Libération après les images de destruction de l’Occupation en 1944.
Des documents liés à la réalisation de cet ambitieux projet sont présentés au musée Pierre-Noël de Saint-Dié-des-Vosges, entourés d'autres œuvres de la plupart de ces maîtres du vitrail (peintures, sculptures).

### Aménagements de la place

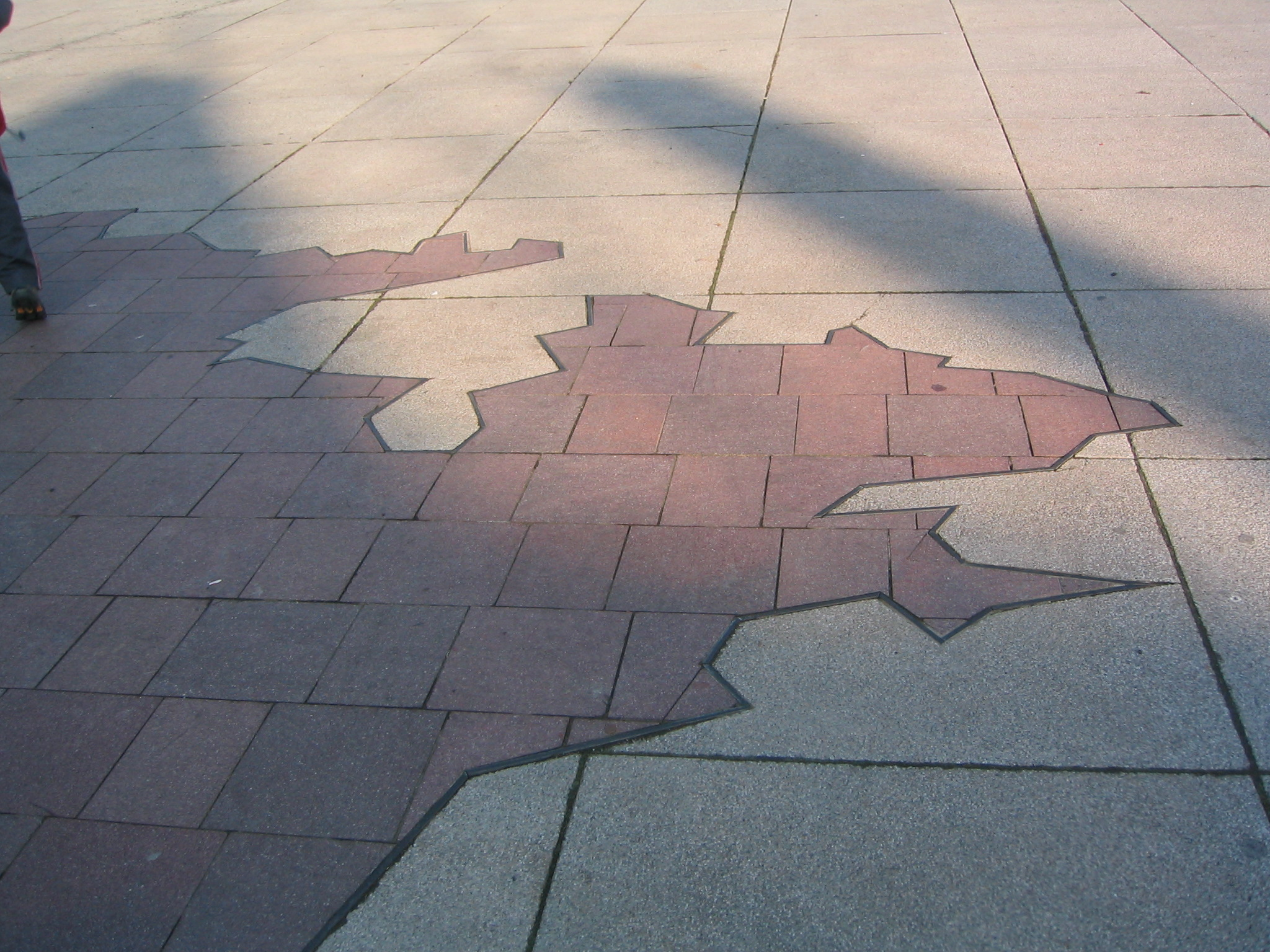
Détail de la carte du Nouveau Monde.

Une petite place située devant la cathédrale portait tout d’abord le nom de « place Jules-Ferry ». L’espace fut agrandi au moment de la reconstruction après 1944, puis nommé « place du Général-de-Gaulle » à partir de 1970. En 2000 on réaménagea l’ensemble autour d’un bassin en grès et de jets d’eau.
C’est sur cette place que se trouvait autrefois la « Maison du baptême de l’Amérique », sur l'emplacement présumé de l’imprimerie où furent édités le petit livre Cosmographiae introductio (les 25 avril et 29 août 1507) et les deux cartes géographiques in plano et in solido élaborées par Martin Waldseemüller et ses amis du Gymnase vosgien, l'Universalis cosmographia et la carte-globe en douze fuseaux où apparut en 1507 pour la première fois le mot « America ».
L'édifice d’origine ayant disparu, ainsi que la plaque en marbre que la Société philomatique vosgienne y avait apposée en 1911, une nouvelle signalétique commémore l’événement, en particulier une carte stylisée du Nouveau Monde encastrée dans le sol. En grès avec des contours en laiton, elle se détache et s'intègre à la fois dans cette harmonie de roses.

## Le cloître

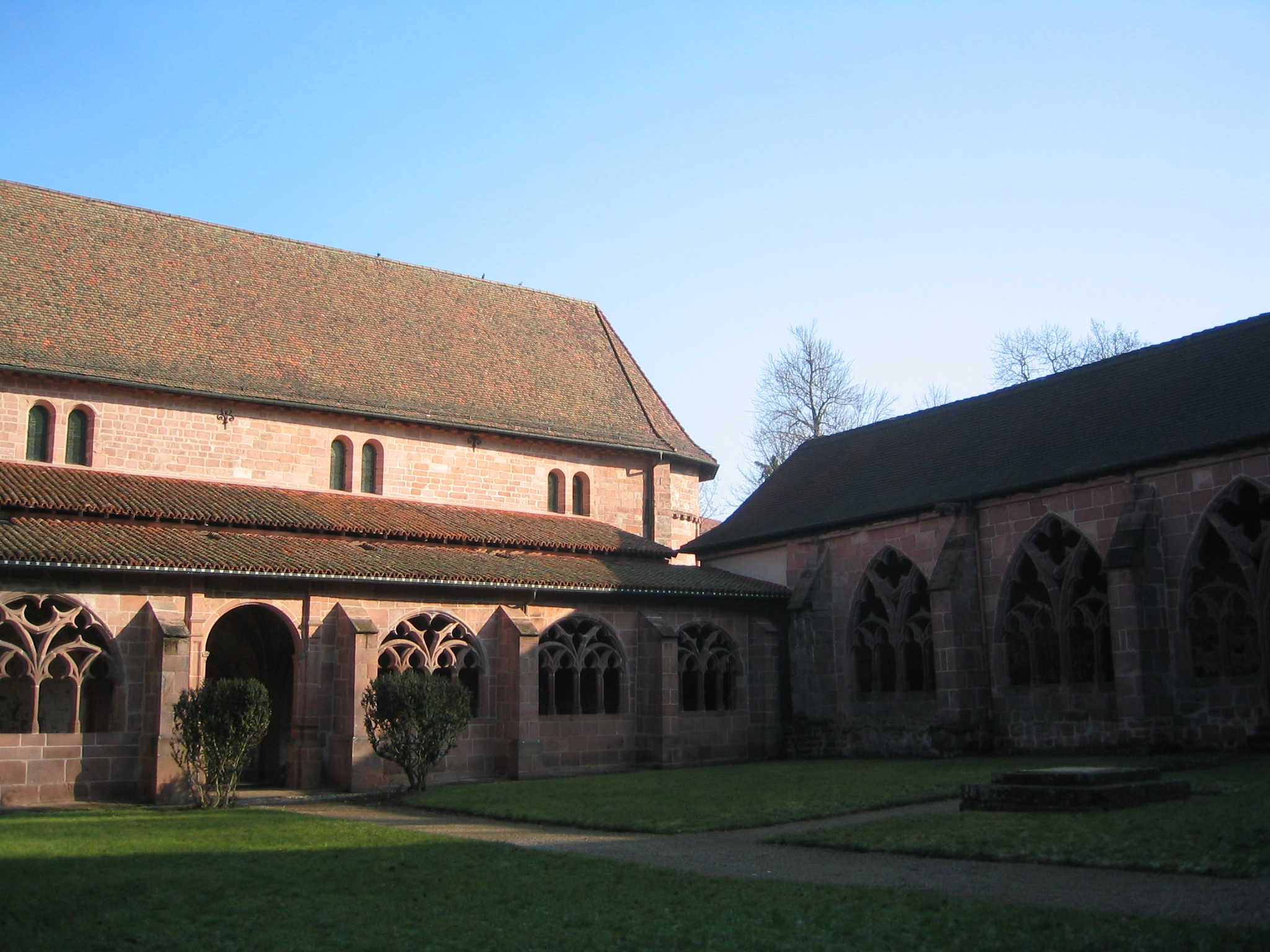
Du roman au gothique.

Véritable passerelle entre l’église Notre-Dame de Galilée et la cathédrale, le cloître gothique est l’un des plus vastes de l’Est de la France. Le passage à la Renaissance y est déjà perceptible, comme en témoignent les pilastres de la galerie nord.
De fait ses origines sont incertaines, mais il est fait mention du cloître tout au long de l'histoire de la ville. Alors qu’il menaçait ruine, sa reconstruction fut décidée en 1444 par le chapitre qui ne manquait pas d’appuis : à la demande du roi de France Charles VII et du duc de Lorraine René Ier, des indulgences plénières furent accordées par le pape Eugène IV à ceux qui participèrent aux réparations. Un incendie malencontreusement allumé en 1554 par des chanoines tirant à l’arquebuse mit un terme à cet élan, détruisant également 134 maisons, ainsi que les toitures des deux églises. Le cloître resta donc inachevé.

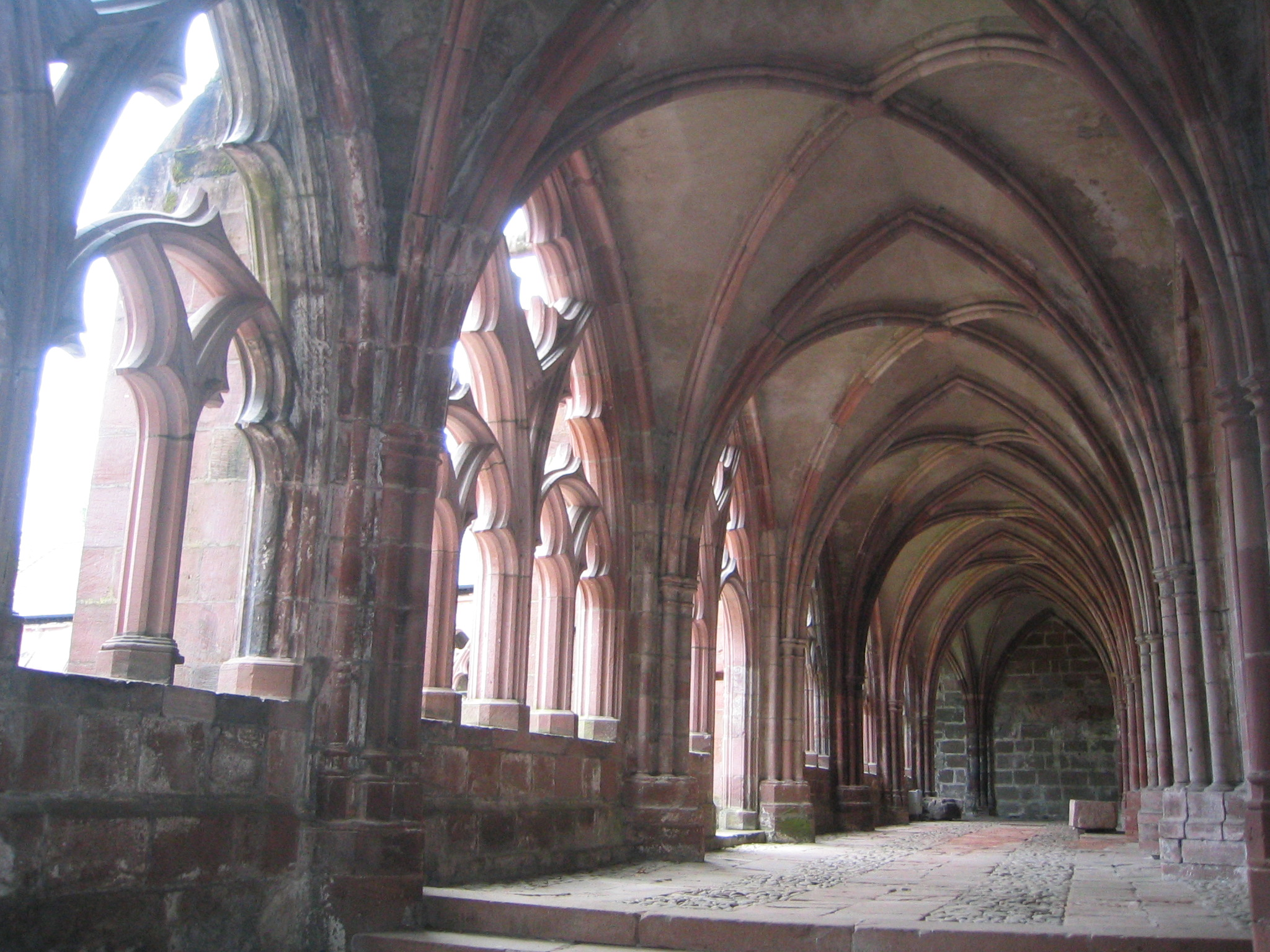
Galerie sud.

Les galeries sud et est datent des XVe et XVIe siècles. Elles sont ajourées de baies en arc brisé, au fenestrage orné de motifs gothiques (arcades tréflées, quadrilobes et accolades). De même que dans la galerie ouest, les piliers y sont fasciculés. Ces raffinements contrastent avec la sobriété romane de l'église Notre-Dame de Galilée à laquelle le cloître est adossé.
Sur le flanc sud de la galerie sud, se trouve une porte qui donne l'accès au transept nord de la cathédrale. Au-dessus de la porte, se trouve un tympan avec des vestiges d'une peinture murale du XVIe siècle commémorant la visite à Saint-Dié en mai 1547 (lors des rogations) de Christine de Danemark (1521-1590), douairière de Milan en premières noces, et de Lorraine en deuxièmes noces, avec son fils mineur Charles III de Lorraine et son beau-frère, Nicolas de Vaudémont, co-régent avec elle du duché de Lorraine.
Cette peinture murale devait servir de toile de fond à une sorte d'oratoire, mettant en valeur une statue de la Vierge, pour y chanter l'antienne mariale du Regina cæli, chantée du Samedi saint à midi, jusqu'au samedi à midi veille de la fête de la Sainte-Trinité.
Une chaire à prêcher extérieure, entourée d’une balustrade en forme de croisillons et couverte d’un abat-son, est aménagée dans un contrefort. Certes on y disait des messes pour le repos de l’âme des défunts, mais une vocation séculière n’est pas à exclure, notamment à travers le cérémonial de la justice exercé par le chapitre.
Un escalier à vis logé dans la tourelle d’angle du transept nord permet d’accéder à une petite salle de trois travées, édifiée en 1445-1446. Elle abrita jusqu’en 1790 la librairie du chapitre : on y conservait précieusement les livres légués par les chanoines à leur décès, notamment le manuscrit autographe du chanoine Jehan Bauduyn de Rosières-aux-Salines, intitulé "Le roman de la vie humaine" ou "Instruction à la vie mortelle", légué en 1439 au chapitre à la condition qu'il soit entreposé dans un lieu public et décent. Véritable pierre angulaire d'une bibliothèque publique moderne, en phase avec la fine fleur de l'humanisme florentin : Cosme de Médicis venait d'acquérir les livres de Niccolò Niccoli, pour les entreposer dans son couvent préféré de San Marco à Florence, et y faire construire une bibliothèque publique dont les plans furent dessinés par Michelozzo. Le duc de Lorraine, le Bon Roi René de la Maison d'Anjou, était alors à Naples depuis un an, en tant que nouveau roi de Sicile... Jean Monget, futur doyen de l'église de Saint-Dié, commentait à Naples en 1441 des œuvres de Cicéron dans un manuscrit où il inséra un ludus (jeu, amusement, illusion), sorte de comédie allégorique, portant la marque de l'entourage humaniste de René d'Anjou. Dans le discours latin que Cipriano de Mari, humaniste de Gênes, adresse à René après la représentation, Alphonse d'Aragon y était dépeint comme un Hannibal, « vieux, rusé, fourbe et déloyal », et René d'Anjou comme un Scipion « jeune, prudent, juste, ami de la vérité ». Ce manuscrit fut légué au chapitre ; il fait partie aujourd'hui du fonds ancien de "La Boussole", médiathèque de Saint-Dié-des-Vosges (Ms 37).
Parmi les gargouilles, l’une était particulièrement populaire. Datant vraisemblablement de la fin du XVe siècle, elle a été surnommée l’« Iroquoise » en raison de ses plumes, mais il ne faut probablement y voir aucun lien avec l’Amérique dans ce contexte historique. Ses grimaces sont plutôt celle du fou, protagoniste obligé de la fête médiévale. Cette figure grotesque fut sectionnée lors du séisme du 22 février 2003 qui affecta Saint-Dié-des-Vosges et sa région. Elle avait provisoirement trouvé refuge au musée Pierre-Noël de Saint-Dié-des-Vosges. Depuis l'été 2017, elle a regagné définitivement le cloître, lors de la dernière restauration de celui-ci.

## L'église Notre-Dame de Galilée
À Saint-Dié-des-Vosges, on la désigne plus volontiers sous le nom de « petite église ». De petite taille (40 m de long sur 19 m de large), elle s'élève sur le flanc gauche de la cathédrale, nécessairement plus imposante. De fait il s’agissait à l’origine d’une église réservée aux  ecclésiastiques et à leurs hôtes de marque. Elle a été construite probablement après l'incendie de 1155. Le portail central de la façade ouest (au niveau du porche du narthex) est décoré de claveaux de grès, alternativement de deux couleurs différentes, comme à Spire (Allemagne), à Notre-Dame du Puy-en-Velay et sur les voûtes en berceau à Vézelay (Bourgogne). La frise sculptée en modillons bagués parcourant la nef et le chœur à l'intérieur, comme à l'extérieur sous le toit, souligne l'unicité de la campagne architecturale de l'édifice.
La partie la plus ancienne est la tour carrée, austère et massive, une sorte de donjon aux murs très épais (2 m), mais dont la partie supérieure a disparu, lors de l’incendie de 1554. Porche au rez-de-chaussée, elle forme tribune au premier étage. C’est là qu’un régent enseignait aux enfants jusqu’en 1286. Les ouvertures y sont peu nombreuses, notamment à cause du poids du berceau en plein cintre.

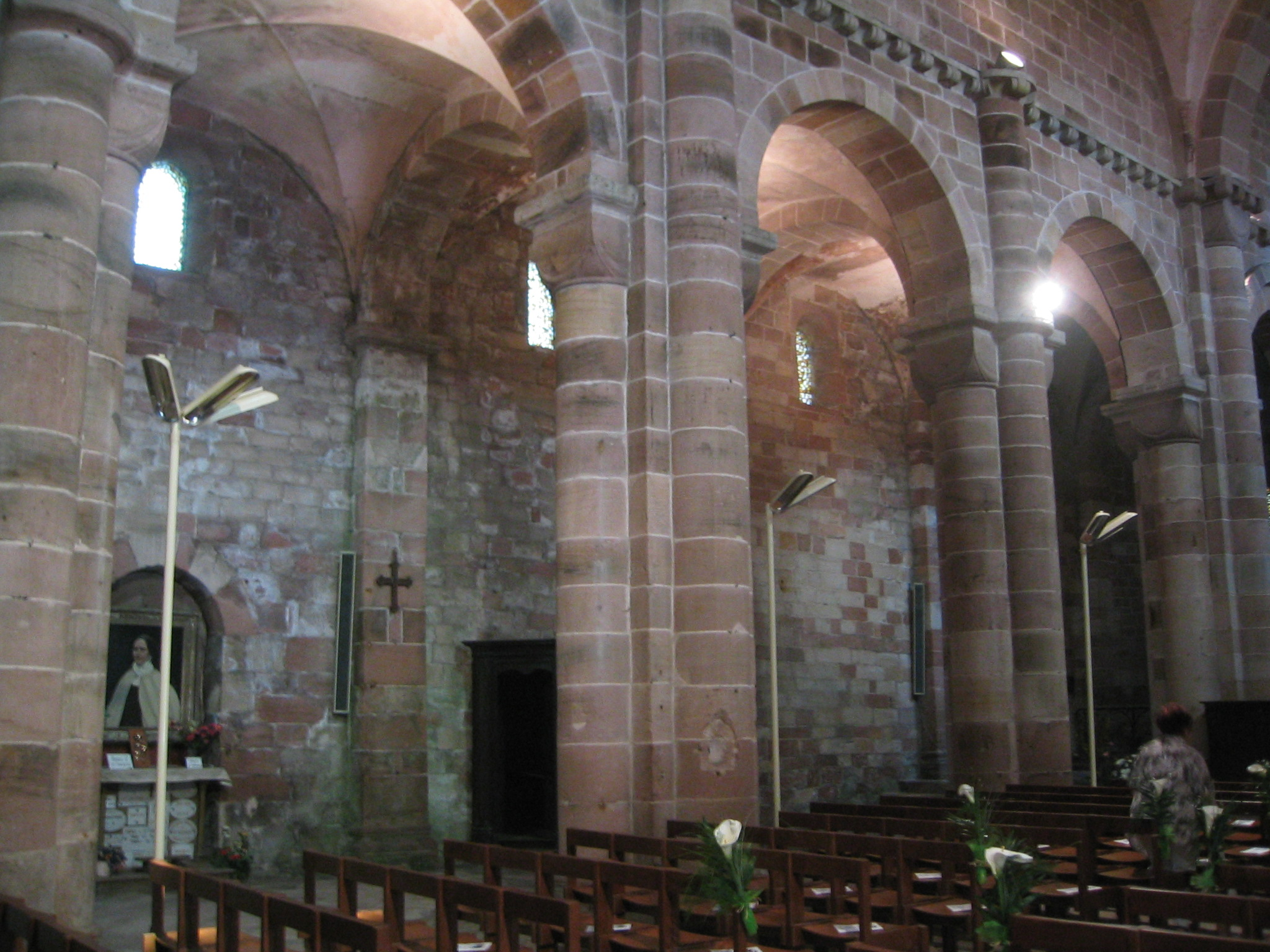
Sobriété de la nef.

Pour des raisons semblables, l’élévation intérieure de la nef reste modeste (12,50 m).
Encastré dans le mur intérieur de la façade ouest, dans le bas-côté sud, se trouve l'épitaphe en neuf vers, de l'auteur de la Nancéïde, le chanoine Pierre de Blarru (1437-1510) :
« Ô Messyas Jhesus-Christ, angulaire pierre/ Pitie prends et mercy de moy, feu pecheur Pierre./ Infernale prison m'est due mais ta mere/ Donne espoir à ma crainte horrible et fort amere./ Pour me racheter, prins en Vierge chair humaine/ Mais du ciel suis forclos si grâce ne my maine./ Las ! vray Dieu, donne moi le privilege destre ou quest le lerre heureux qui pendit a ta dextre./ Plus deturbarer si nunc cum dormio farer ».

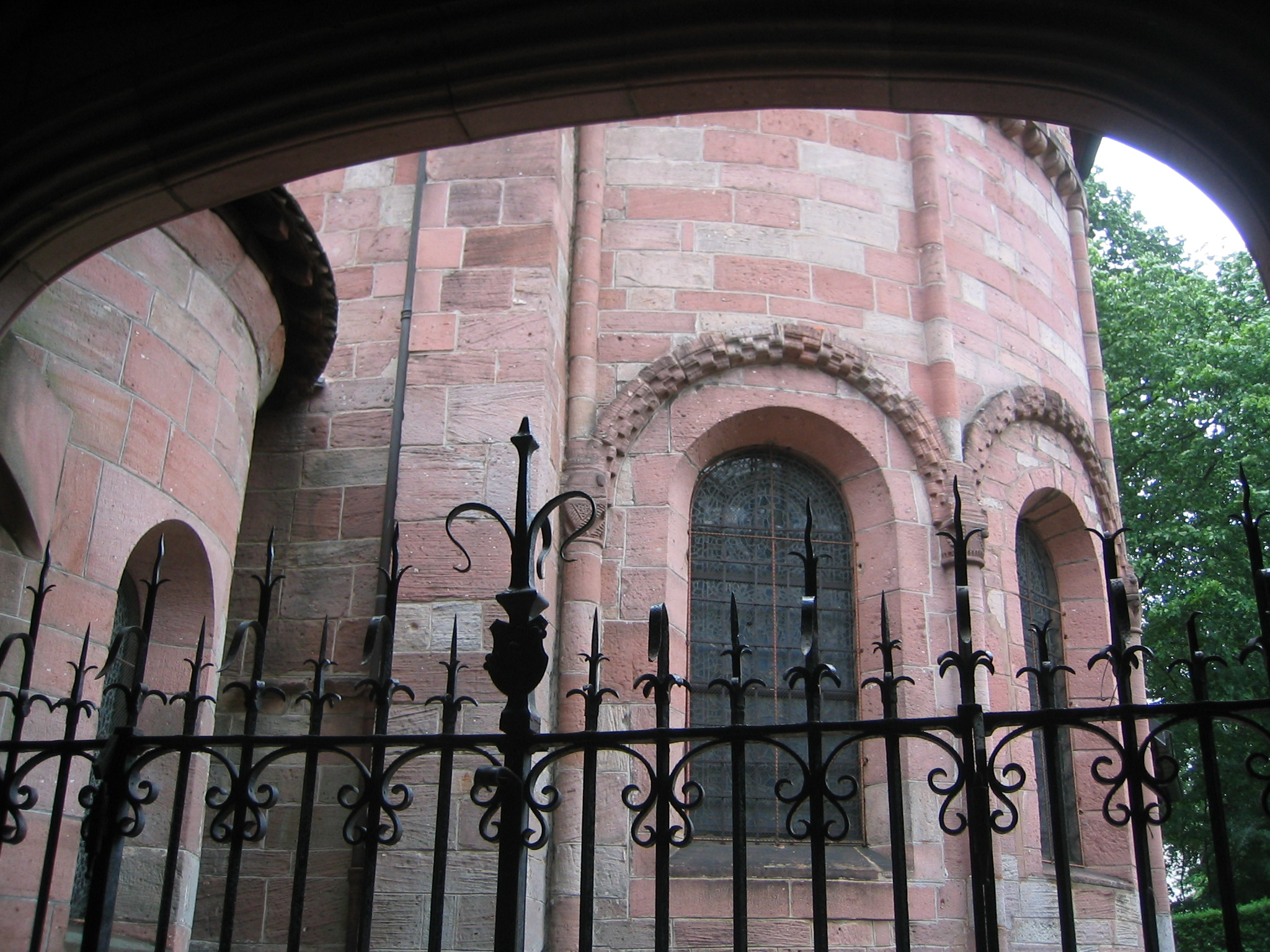
Arcatures à billettes.

Le chœur est formé d’une demi-travée et d’une abside semi-circulaire, couverte d'une magnifique voûte en cul-de-four appareillée, et flanquée de deux absidioles latérales. Sur l’un des deux chapiteaux paradisiaques à l'entrée de l'abside du chœur, on remarque deux serpents ailés avec une paire de pattes, les corps affrontés, leur tête de face, l'une à côté de l'autre. L'autre chapiteau, au sud, représente un milieu riche en végétaux, avec deux fleurs de lys. Dans cet édifice où règne la sobriété, tous les chapiteaux de la nef et des bas-côtés sont cubiques avec une gravure le long de leur bordure inférieure en demi-cercle représentant des croissants de lune à l'horizontale.
Pourtant les arcatures à billettes du chevet que l'on aperçoit depuis le cloître tout proche ne manquent pas d'élégance.

Les vitraux du XIXe siècle n’ayant pas résisté au dynamitage de la cathédrale en 1944, de nouvelles verrières ont été conçues en s’inspirant de vitraux cisterciens géométriques et monochromes du XIIe siècle.

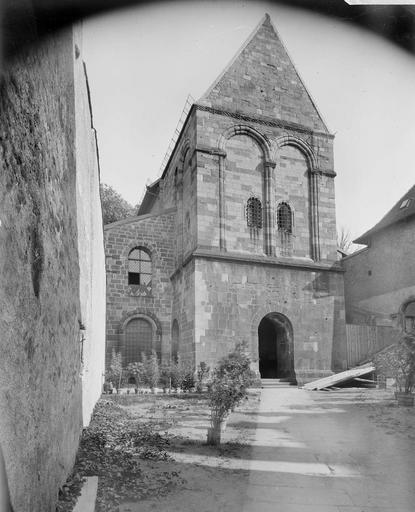
Petite église Notre-Dame-de-Galilée à Saint-Dié.

Le maître-autel du chœur est en place en 1892 ("Semaine religieuse de Saint-Dié", 1892, p. 882). Il est influencé par le courant Viollet-le-Duc au ministère des monuments historiques : la Vierge à l'Enfant est directement inspirée de celle du tympan du portail de Saint-Anne (portail sud de la façade ouest) de la cathédrale de Notre-Dame de Paris.
L'art contemporain a également trouvé sa place : entre le chœur et l’absidiole sud se dresse une statue de Jeanne d'Arc en marbre, sculptée en 1951 par René Collamarini.
Cette église est mise en vente à la Révolution. En 1797, Michel Antoine Lallemend (1764-1836), maire de Saint-Michel de 1793 à 1830, la sauve de la dégradation, par son rachat, et la redonne au clergé le 14 mars 1805. Une description de l'historique en a été faite par l'abbé L'Hote en 1886. Celle-ci fut redonnée au clergé le 14 mars 1805. Notice historique du Cercle cartophile vosgien par Michel Dieudonné.